# Nul-één-wet van Blumenthal
De nul-één-wet van Blumenthal, genoemd naar R. M. Blumenthal, is een stelling op het gebied van de stochastische processen. Net als alle nul-één-wetten beschrijft de stelling een klasse gebeurtenissen die slechts kunnen optreden met kans 0, dan wel met kans 1.

## Stelling
Laat {\displaystyle (\Omega ,{\mathcal {A}},P)} een kansruimte zijn en {\displaystyle (B_{t})_{t\geq 0}} een daarop gedefinieerde brownse beweging met filter {\displaystyle {\mathcal {F}}_{t}=\sigma (\{B_{s}\mid s\leq t\})}. Dan is de σ-algebra {\displaystyle {\mathcal {F}}_{0}^{+}}, gedefinieerd door 
{\displaystyle {\mathcal {F}}_{0}^{+}=\bigcap _{t>0}{\mathcal {F}}_{t}},
P-triviaal, wat wil zeggen dat voor alle {\displaystyle A\in {\mathcal {F}}_{0}^{+}} geldt: {\displaystyle P(A)=0} of {\displaystyle P(A)=1}.
{\displaystyle {\mathcal {F}}_{0}^{+}} bevat dus precies die gebeurtenissen die slechts voor willekeurig kleine {\displaystyle \varepsilon } van {\displaystyle (B_{t})_{0\leq t\leq \varepsilon }} afhangen. Zo is bijvoorbeeld de gebeurtenis {\displaystyle A=\{\forall \varepsilon >0\exists t>0:\;t<\varepsilon \wedge B_{t}=0\}\in {\mathcal {F}}_{0}^{+}} en is {\displaystyle P(A)\in \{0,1\}}.